# 国際標準化機構が定める国際標準一覧 (ISO 1 から ISO 999 まで)
国際標準化機構が定める国際標準一覧 - ISO 1000 から ISO 1999 まで
- ISO 1 製品の幾何特性仕様(GPS) - 製品の幾何特性仕様及び検証のための標準基準温度
- ISO 2 繊維 - 糸及び関連製品におけるねじれ方向の名称
- ISO 3 優先番号 - 優先番号数列
- ISO 4 情報およびドキュメンテーション - 表題語句の短縮規則及び出版物の表題
- ISO 5 写真及びグラフィック技術
- ISO 6 写真 - スチル写真用連続階調黒白ネガティブフィルム処理システム - ISOスピードの求め方
- ISO 7 ねじ部で気密な結合をする管用ねじ
- ISO 8 ドキュメンテーション - 定期刊行物の体裁
- ISO 9 情報およびドキュメンテーション - キリル文字のラテン文字への翻字 - スラブ語及び非スラブ語
- ISO 11 航空機 - 与圧室の接地圧試験接続
- ISO 12 航空宇宙 - パイプライン - 識別
- ISO 14 センタリング内蔵円筒シャフトの角形スプライン - 寸法、許容差及び確認
- ISO 15 転がり軸受 - ラジアル軸受 - 主要寸法、一般計画
- ISO 16 音響 - 標準同調周波数(楽器用基準周波数)
- ISO 17 優先番号及び優先番号数列の使い方に関する手引
- ISO 18 ドキュメンテーション - 定期刊行物の目次
- ISO 21 造船 - 内陸航行 - スタッド付きアンカーチェーンの鎖車
- ISO 22 ベルトドライブ - フラット伝達ベルト及び対応プーリー - 寸法及び許容差
- ISO 23 映画撮影 - 35mm動画フィルムのカメラでの使用 - 仕様
- ISO 25 映画撮影 - 16mm動画フィルムのカメラでの使用 - 仕様
- ISO 26 映画撮影 - 35mm動画フィルムのプロジェクタでの使用 - 仕様
- ISO 28 映画撮影 - 8mmタイプR動画フィルムのカメラでの使用 - 仕様
- ISO 31 量及び単位（廃止）→ISO/IEC 80000で置き替え
- ISO 32 医療用ガスボンベ - 内容表示のためのマーキング
- ISO 34 硫化ゴム又は熱可塑性ゴム - 引裂強さの求め方
- ISO 35 天然ラテックスゴム濃縮 - 機械的安定性の求め方
- ISO 36 加硫ゴム又は熱可塑性ゴム - 織物との接着強さの求め方
- ISO 37 加硫ゴム又は熱可塑性ゴム - 引張応力とひずみ特性の求め方
- ISO 43 航空機 - ジャッキ受
- ISO 44 航空宇宙 - レバー駆動、2ポジションのON/OFFスイッチ - 操作の方向
- ISO 45 航空機 - 圧力燃料交換接合部
- ISO 46 航空機 - 燃料ノズル接地プラグ及びソケット
- ISO 48 硫化ゴム、熱可塑性ゴム - 硬さの求め方(硬さ10-100 IRHD)
- ISO 49 ISO 7-1に従った可鍛鋳鉄製結合金具
- ISO 53 一般及び重工業用円筒歯車 - 基準ラック歯形
- ISO 54 一般及び重工業用円筒歯車 - モジュール
- ISO 60 プラスチック - 指定の漏斗から注入できる材料の見掛け密度の求め方
- ISO 61 プラスチック - 指定の漏斗から注入できない成形材料の見掛け密度の求め方
- ISO 62 プラスチック - 吸水量の求め方
- ISO 65 ISO 7-1に準拠してねじ止めする炭素鋼管
- ISO 68 ISO一般用ねじ - 基準山形
- ISO 69 映画撮影 - 16mm動画磁気フィルム - 裁断及び孔の寸法
- ISO 71 映画撮影 - 16mm、35/16mm及び35/32mm動画フィルムの16mmネガ写真録音 - 位置及び寸法
- ISO 74 映画撮影 - 8mmタイプR動画フィルムにカメラの絞りによって作り出される画像面積及び最大投影面積-位置及び寸法
- ISO 75 プラスチック - 負荷たわみ温度の測定法
- ISO 76 転がり軸受 - 静定格荷重
- ISO 78 化学 - 規格のレイアウト
- ISO 90 軽量金属容器 - 寸法及び容量の定義及び求め方
- ISO 91 石油計測表
- ISO 92 繊維機械及び附属品 - 紡績機械 - 側面の定義(左又は右)
- ISO 93 繊維機械及び附属品 - 円筒スライバ缶
- ISO 94 繊維機械及び附属品 - リング精紡機及びリング合糸機のスプリングゲージ
- ISO 96 繊維機械及び附属品 - リング精紡機及びリング合糸機のリング及びトラベラ
- ISO 98 繊維機械及び附属品 - 紡績準備及び紡績機械 - トップローラカバーの主要寸法
- ISO 102 航空機 - 重力充填口
- ISO 104 転がり軸受 - スラスト軸受 - 主要寸法、一般計画
- ISO 105 繊維 - 染色けん牢度試験
- ISO 108 繊維機械及びその附属品 - 機織り機 - 左右側面の定義
- ISO 109 繊維機械 - 織機の有効幅
- ISO 113 転がり軸受 - プランマブロック軸受箱 - 主要寸法
- ISO 115 再溶解のための純アルミニウム地金 - 分類及び組成
- ISO 119 プラスチック - フェノールホルムアルデヒド成形 - 遊離フェノールの定量方法 - ヨード滴定法
- ISO 120 プラスチック - フェノールホルムアルデヒド成形 - 遊離アンモニア及びアンモニア合成物の定量方法-比色法
- ISO 123 ゴムラテックス - 試料採取方法
- ISO 124 ラテックス - 全固形分の求め方
- ISO 125 天然ゴムラテックス濃縮物 - アルカリ度の測定
- ISO 126 濃縮天然ゴムラテックス - 乾燥ゴム分の求め方
- ISO 127 濃縮天然ゴムラテックス - KOHの求め方
- ISO 128 製図 - 表示の一般原則
- ISO 129 製図 - 寸法及び公差の指示
- ISO 132 加硫ゴム又は熱可塑性ゴム - き裂発生とき裂成長の求め方(デマチャ式)
- ISO 137 ウール - 繊維直径の測定法 - 射影顕微鏡法
- ISO 139 繊維 - 状態調節及び試験のため標準雰囲気
- ISO 140 音響 - 建物内及び建物要素の遮音測定
- ISO 141 繊維機械及びその附属品 - 管巻機及びクロス巻機 - 左右側面の定義
- ISO 142 繊維機械及びその附属品 - 製織準備機械 - 左右側面の定義
- ISO 148 金属材料 - シャルピー振子式衝撃試験
- ISO 150 塗料用生あまに油、精製あまに油及び煮あまに油 - 規格と試験方法
- ISO 155 ベルト駆動 - プーリー - センター調整用制限値
- ISO 157 石炭 - 硫黄の形態の定量
- ISO 161 送液用熱可塑性パイプ - 公称外形及び呼び圧力
- ISO 162 映画撮影 - 35mm動画フィルムの3トラック、4トラック又は6トラック磁気録音及び画像を含まない17.5mm動画フィルムの1トラックのヘッドギャップ及び録音-位置及び幅の寸法
- ISO 171 プラスチック - 成形材のかさばり係数の測定
- ISO 172 プラスチック - フェノールホルムアルデヒド成形 - 遊離アンモニアの定量
- ISO 175 プラスチック - 化学薬品液に漬けたときの作用を求めるための試験方法
- ISO 176 プラスチック - 可塑剤損失量の測定方法 - 活性炭法
- ISO 177 プラスチック - 可塑剤の移行量の定量
- ISO 178 プラスチック - たわみ特性の測定
- ISO 179 プラスチック - シャルピー衝撃特性の測定方法
- ISO 180 プラスチック - アイゾット衝撃強さの測定
- ISO 182 プラスチック - 塩化ビニル単独重合体及び共重合体を基本とする化合物及び製品が高温時に塩化水素及びその他の酸性製品に変化する傾向の測定
- ISO 185 ねずみ鋳鉄 - 分類
- ISO 186 紙及び板紙 - 平均品質を測定するためのサンプリング方法
- ISO 187 紙、板紙及びパルプ - 前処置及び試験のための標準状態、並びに標準状態の監視及び試料の前処置のための手順
- ISO 188 加硫ゴム、熱可塑性ゴム - 耐熱促進老化試験
- ISO 196 銅及び銅合金の水銀試験方法
- ISO 197 銅及び銅合金 - 用語及び定義
- ISO 199 転がり軸受 - スラスト軸受 - 精度
- ISO 204 金属材料 - 引張における単軸クリープ試験 - 試験方法
- ISO 209 アルミニウム及びアルミニウム合金 - 化学組成
- ISO 212 精油 - 試料採取
- ISO 214 ドキュメンテーション - 出版物及び文書の抄録
- ISO 215 ドキュメンテーション - 定期刊行物及びその他の逐次刊行物への寄稿の体裁
- ISO 216 筆記用紙及び各種印刷物 - 仕上寸法 - A及びBシリーズ並びに機械方向の指示
- ISO 217 紙 - 未仕上寸法 - 基準寸法及び補足寸法の表示方法並びに許容差、及び抄紙方向の表示方法
- ISO/TR 224 航空機 - 航空機機器の設計及び性能の宣言 - 標準用紙
- ISO 225 締結用部品 - ボルト、ねじ、植込みボルト及びナット - 記号及び寸法の記述
- ISO 226 音響 - 正常な音の大きさの等感曲線
- ISO 228 ねじ部において気密な結合が行われない管用ねじ
- ISO 229 工作機械の回転速度及び送り
- ISO 230 工作機械の試験方法
- ISO 233 情報及びドキュメンテーション - アラビア文字のラテン文字への翻字
- ISO 234 やすり及び粗目やすり
- ISO 235 ストレートシャンクジョッバー及びスタブシリーズドリルとモーステーパーシャンクドリル
- ISO 236 ハンドリーマ、マシンリーマ、モーステーパーシャンク
- ISO 237 ストレートシャンクを持つ回転工具 - シャンクの直径及びシャンク四角部のサイズ
- ISO 238 モーステーパーシャンクを持つ工具の短縮スリーブ及び延長ソケット
- ISO 239 ドリルチャックテーパー
- ISO 240 ミリングカッター - カッターアーバ又はカッターマンドレルの交換可能寸法
- ISO 241 バイト及び平削り盤用バイト - 断面の形状及び寸法
- ISO 242 バイトでろう付けするための超硬チップ
- ISO 243 超硬チップを持つバイト - 外部工具
- ISO 244 航空機 - シーリングワイヤ
- ISO 245 航空宇宙 - ロックワイヤ - 直径
- ISO 246 転がり軸受 - 真円ころ軸受のL形つば輪 - 主要寸法
- ISO 247 ゴム - 灰分の求め方
- ISO 248 原料ゴム - 揮発分の求め方
- ISO 249 天然生ゴム - ごみ分の求め方
- ISO 251 繊維製カーカスをもつコンベヤベルト - 幅及び長さ
- ISO 252 コンベヤーベルト - 構成要素間の接着強さ
- ISO 254 ベルト駆動 - プーリー - 品質、仕上げ及びバランス
- ISO 255 ベルト駆動 - Vベルト用プーリー(データム幅に基づくシステム) - 溝の形状検査
- ISO 257 殺虫剤及びその他の農薬 - 一般名選択の原則
- ISO 259 ドキュメンテーション - ヘブライ語のラテン文字への翻字
- ISO 261 ISO一般用メートルねじ - 全体系
- ISO 262 ISO一般用メートルねじ - 小ねじ類、ボルト及びナット用に選択されたサイズ
- ISO 263 ISOインチねじの全体系及び小ねじ類、ボルト及びナット用ねじの選択(直径範囲0.06-6インチ)
- ISO 265 プラスチック材の管及び結合具 - 家庭用及び工業用排水管の結合具 - 基本寸法:メートル法
- ISO 266 音響 - 優先周波数
- ISO 268 航空機 - 機械式及び電気機械式インジケータ-一般要求事項
- ISO 269 封筒[1]（2009年4月に廃止）
- ISO 272 締結用部品 - 六角形をもつ部品 - 二面幅
- ISO 273 締結用部品 - ボルト穴
- ISO 276 塗料及びワニス用バインダ - あまにスタンド油 - 要求事項及び試験方法
- ISO 277 塗料及びワニス用バインダ - 生桐油 - 要求事項及び試験方法
- ISO 279 精油 - 20℃での相対密度の測定 - 参照方法
- ISO 280 精油 - 屈折率の測定
- ISO 281 転がり軸受 - 動定格荷重と定格寿命
- ISO 282 コンベヤーベルト - 試料採取
- ISO 283 繊維製コンベヤーベルト - 全層引張強さ、破断時の伸び及び基準荷重での伸び-試験方法
- ISO 284 コンベヤベルト - 導電性 - 仕様及び試験方法
- ISO 286 製品の幾何特性仕様(GPS) - 長さ寸法公差に対するISOコード方式
- ISO 287 紙及び板紙 - ロットの含有水分試験方法 - オーブン乾燥法
- ISO 289 未加硫ゴム - せん断形ディスク粘度計
- ISO 291 プラスチック - 調整及び試験のための標準雰囲気
- ISO 293 プラスチック - 熱可塑性材料の圧縮成形試験片
- ISO 294 プラスチック - 熱可塑性材料試験片の射出成形
- ISO 295 プラスチック - 熱硬化性材料試験片の圧縮成形
- ISO 296 モールステーパ部のシャンクとソケット
- ISO 297 7/24テーパ工具シャンク
- ISO 298 工作機械 - 旋盤用センタ
- ISO 299 工作機械 - T溝及びTボルト
- ISO 301 ダイカスト用亜鉛合金
- ISO 302 パルプ - カッパー価試験方法
- ISO 303 路上走行車 - 自動車及びそのトレーラへのライト及び灯火信号装置の取付け
- ISO 304 界面活性剤 - 液体膜の塗布による表面張力の測定
- ISO 305 プラスチック - ポリ塩化ビニール、関連する塩素含有ホモポリマー、コポリマー及びその合成物の熱安定性の測定-変色法
- ISO 306 プラスチック - 熱可塑性材料 - ビカー軟化温度(VST)の測定
- ISO 307 プラスチック - ポリアミド - 粘度数の測定
- ISO 308 プラスチック - フェノール成形材 - アセトン溶解物(非成形状態での材料の見掛け樹脂成分)の定量
- ISO 310 マンガン鉱及び精鉱 - 分析サンプルにおける湿分の定量方法 - 重量法
- ISO 312 マンガン鉱 - 二酸化マンガンとして表現される活性酸素成分の定量方法 - 滴定法
- ISO 315 マンガン鉱及び精鉱 - ニッケル成分の定量方法 - ジメチルグリオキシムによる分光光度法及びフレーム原子吸光分析法
- ISO 317 マンガン鉱及び精鉱 - ヒ素成分の定量方法 - 分光光度法
- ISO 320 マンガン鉱 - 硫黄成分の定量方法 - 硫酸バリウム重量法及び燃焼後の二酸化硫黄滴定法
- ISO 334 固形鉱物燃料 - 硫黄総量の定量 - エシュカ法
- ISO 337 路上走行車 - 50セミトレーラフィフスホイールカップリングピン - 基本及び取付/交換寸法
- ISO 340 コンベヤーベルト - 試験所規模の難燃特性 - 要求事項及び試験方法
- ISO 342 繊維機械及び附属品 - そ毛カード及び紡毛カード - シリンダの幅及びワイヤの幅
- ISO 344 繊維機械及び附属品 - 紡績機 - フライヤボビン
- ISO 349 硬質炭 - オーディベール - アミュジラトメータ試験
- ISO 351 固形鉱物燃料 - 硫黄総量の定量方法 - 高温燃焼法
- ISO 354 音響 - 残響室における吸音の測定
- ISO 355 転がり軸受 - 円すいころ軸受 - 主要寸法と系列記号
- ISO 356 映画撮影 - 16mm動画プリントの投影画像域 - 寸法及び配置
- ISO 361 電離放射線に関する基本記号
- ISO 362 路上走行車の加速によって発生する騒音の測定 - 工学的方法
- ISO 363 繊維機械及び附属品 - クローズドエンドループをもつ平鋼製ヘルド
- ISO 364 繊維機械及び附属品 - ヘルドフレームを持つ機用ツインワイヤ
- ISO 365 繊維機械及び附属品 - ジャッカード織用インセットメールを持つツインワイヤヘルド
- ISO 366 繊維機械及び附属品 - おさー
- ISO 368 紡績準備、紡績及ダブリング(ねん糸)機械 - リング精紡、ダブリング及びねん糸スピンドルのためのチューブ、テーパー1:38及び1:64
- ISO 369 工作機械 - 工作機械上に表す表示記号
- ISO 376 金属材料 - 一軸荷重試験機の検定用弾性荷重検査器の校正
- ISO 377 鋼及び鋼製品 - 機械試験用サンプル及び試験片の位置及び作成
- ISO 378 体操用具 - 平行棒
- ISO 379 体操用具 - 鉄棒
- ISO 383 実験用ガラス器具 - 交換可能な円錐研削継手
- ISO 384 実験用ガラス器具 - 容積測定用ガラス器具の設計及び構造の原理
- ISO 385 実験用ガラス器具 - ビュレット
- ISO 386 液体封入ガラス温度計 - 設計、構造及び使い方の原則
- ISO 387 比重計 - 構造及び調節の原則
- ISO 389 音響 - オーディオメーター校正のための基準ゼロ
- ISO 390 繊維強化セメント製品 - サンプリング及び検査
- ISO 404 鋼及び鋼製品 - 一般配送要求事項
- ISO 407 医療用小型ガスボンベ - ピンインデックスヨーク形バルブ結合部
- ISO 413 航空機 - 滑油ニップルのヘッド
- ISO 418 写真 - 処理薬品 - 硫酸ナトリウム(無水)の仕様
- ISO 420 写真 - 処理薬品 - 臭化カリウムの仕様
- ISO 422 写真 - 処理薬品 - N-メチルpアミノフェノールの仕様
- ISO 423 写真 - 処理薬品 - ハイドロキノンの仕様
- ISO 424 写真 - 処理薬品 - 炭酸ナトリウム(無水及び一水)の仕様
- ISO 431 地金及び形銅
- ISO 433 コンベヤーベルト - マーク
- ISO 437 鋼及び鋳鉄 - 炭素成分総量の定量方法 - 燃焼重量法
- ISO 439 鋼及び鋳鉄 - シリコン成分総量の定量方法 - 重量法
- ISO 441 繊維機械及び附属品 - 自動引き通しのない機のたて止まり運動用ドロップワイヤ
- ISO 445 材料取扱用パレット - 用語
- ISO 446 マイクログラフィックス - ISO文字及びISO試験チャートNo.1 - 説明及び使い方
- ISO 447 工作機械の操作方法
- ISO 451 航空機 - 圧力式給油接合部
- ISO 456 界面活性剤 - 石鹸の分析 - 遊離苛性アルカリの定量
- ISO 457 石鹸 - 塩化物成分の定量方法 - 滴定法
- ISO 458 プラスチック - 可撓性材料のねじれ時の剛性の測定
- ISO 461 航空機 - 地上給電用コネクタ
- ISO 463 製品の幾何特性仕様(GPS) - 寸法測定機器 - 機械式ダイヤルゲージの設計及び計測特性
- ISO 464 転がり軸受 - 止め輪付きラジアル軸受 - 寸法と精度
- ISO 466 映画撮影 - 16mm動画カメラの絞りが作り出す画像 - 位置及び寸法
- ISO 472 プラスチック - 用語
- ISO 473 塗料用リトポン顔料 - 規格と試験方法
- ISO 476 繊維機械及び附属品 - 管巻機 - 用語
- ISO 477 繊維機械及び附属品 - コーン巻及びチーズ巻機 - 用語
- ISO 482 航空機 - 推進ユニット及びコンポーネント - 回転方向番号付け及び記述方法
- ISO 483 プラスチック - 相対湿度を一定に保つために水溶液を使用する状態調節及び試験用の小型エンクロージャ
- ISO 484 造船 - 船舶用スクリュープロペラ - 製造公差
- ISO 485 航空機の水とメタノールの圧力連結部
- ISO 486 映画撮影 - 16mm動画フィルムの8mmの孔開きタイプR - 裁断及び孔の寸法
- ISO 487 スチールローラーチェーン、タイプS及びC、附属品及びスプロケット
- ISO 488 牛乳 - 脂肪分の定量方法 - ゲルバーブチロメーター
- ISO 489 プラスチック - 屈折率の測定
- ISO 490 映画撮影 - 片側に孔のある16mm動画フィルムの録音用磁気帯及び磁気記録ヘッドギャップ(タイプ1) - 位置及び幅の寸法
- ISO 491 映画撮影 - 35mm動画フィルム及び磁気フィルム - 裁断及び孔の寸法
- ISO 492 転がり軸受 - ラジアル軸受 - 精度
- ISO 493 航空機 - シングルホール取付(クラス1及びクラス2)レバー操作手動スイッチの寸法
- ISO 494 丸シャンクツイストドリル - ロングシリーズ
- ISO 496 駆動機械及び被駆動機械 - シャフトの高さ
- ISO 497 推奨番号のシリーズ及びより簡略な値の推奨番号を含むシリーズ選択の手引
- ISO 498 濃縮天然ゴムラテックス - 乾燥フィルムの透明性
- ISO 500 農業用トラクタ - リア搭載動力取出装置 - タイプ1、2及び3
- ISO 501 石炭 - るつぼ膨張指数の測定
- ISO 502 石炭 - 粘結力の測定 - グレイキングコークス試験
- ISO 504 超硬チップを持つバイト - 表示法及びマーク
- ISO 505 コンベヤーベルト - 繊維性コンベヤーベルトの引裂伝播抵抗測定法
- ISO 506 濃縮天然ゴムラテックス - 揮発性脂肪酸数求め方
- ISO 509 パレットトラック - 主要寸法
- ISO 510 塗料用鉛丹
- ISO 513 チップを外して機械加工を行うための硬切削材の応用 - チップ取り外しの主要グループ及び用途グループの名
- ISO 514 超硬チップを持つバイト - 内部工具
- ISO 516 写真 - カメラ用シャッタ - タイミング
- ISO 517 写真 - 絞り及び写真レンズに関する関連特性 - 名称及び測定値
- ISO 518 写真 - 感光電球及びエレクトロニックフラッシュ用の電気接点付き及び接点なしのカメラアクセサリシュー - 仕様
- ISO 519 写真 - 手持ちカメラ - フラッシュ結合部分の寸法
- ISO 520 セレアル及びパルス - 1000粒の質量の測定
- ISO 521 ストレートシャンク又はモールステーパーシャンクを持つマシンチャッキングリーマ
- ISO 522 リーマの特別公差
- ISO 525 固定と粒製品 - 一般要求事項
- ISO 527 プラスチック - 引張特性の試験方法
- ISO 528 耐火物製品 - 耐火度(P.C.E)の測定
- ISO 529 ハンドタップ
- ISO 530 航空機 - 汎用プッシュプル一極回路ブレーカ - 寸法
- ISO 532 音響 - 大きさのレベルの計算法
- ISO 534 紙及び板紙 - 厚さ、密度及び比容積の測定
- ISO 535 紙及び板紙 - 吸水度試験方法 - コッブ法
- ISO 536 紙及び板紙 - 坪量測定方法
- ISO/R 538 船舶内にパイプライン系統を据え付けるための計画図に用いる標準記号
- ISO 540 ハードコール及びコークス - 灰の溶融性の測定方法
- ISO 542 脂肪種子 - サンプリング
- ISO 544 溶接材料 - 溶接用充填材料の技術的出荷条件 - 製品のタイプ、寸法、公差及びマーキング
- ISO 548 マンガン鉱 - 酸化バリウム成分の定量方法 - 硫酸バリウム重量法
- ISO 549 マンガン鉱 - 化学結合水成分の定量方法 - 重量法
- ISO 554 調整及び/又は試験の標準雰囲気 - 仕様
- ISO 556 コークス(20mm超のサイズ) - 機械強度の測定
- ISO 558 調整及び試験 - 標準雰囲気 - 定義
- ISO 559 給排水用鋼管
- ISO 561 選炭プラント - 図記号
- ISO 562 硬質炭及びコークス - 揮発物の定量
- ISO 565 試験用ふるい - 金属すき網、孔開き金属板及び電気鋳造シート - 開口部の呼び寸法
- ISO 567 コークス - 小容器中のかさ密度の測定
- ISO 570 繊維機械及び附属品 - O形エンドループを持つヘルド用ヘルドキャリングロッド
- ISO 572 繊維機械及び附属品 - 管変更自動織機のシャトル - 寸法
- ISO 576 繊維機械及び附属品 - マルチアーム装置用の連続型紙 - 寸法
- ISO 579 コークス - 湿気総量の測定
- ISO 580 プラスチック配管及びダクティングシステム - 射出成形熱可塑性間継手 - 加熱硬化の目視評価のための方法
- ISO 582 転がり軸受 - 面取寸法 - 最大値
- ISO 583 繊維製カーカスを持つコンベヤーベルト - 全ベルト厚及び構成要素の厚さ - 試験方法
- ISO 584 プラスチック - 不飽和ポリエステル樹脂 - 80℃での反応性の測定(在来法)
- ISO 585 プラスチック - 硬質酢酸セルロース - 湿気分の定量
- ISO 587 固形鉱物燃料 - エシュカ合剤を使用した塩素の定量
- ISO 589 硬質炭 - 湿気総量の測定
- ISO 591 塗料用二酸化チタン顔料
- ISO 592 精油 - 施光度の測定
- ISO 594 注射器、注射針及び他の医用機器の6%(Luer)テーパ付き円錐フィッティング
- ISO 595 医用ガラス製又は金属及びガラス製回収注射器
- ISO 602 石炭 - 鉱物質の測定
- ISO 603 結合研削材といし - 寸法
- ISO 604 プラスチック - 圧縮特性の測定試験
- ISO 605 パルス - 不純物、サイズ、異臭、昆虫、生物種及び種類の判定 - 試験方法
- ISO 606 ショートピッチ変速精密ローラー及びブッシュチェーン、アタッチメント及び関連チェーンスプロケット
- ISO 607 界面活性剤及び洗剤 - サンプル分割法
- ISO 609 固形鉱物燃料 - 炭素及び水素の定量方法 - 高温燃焼法
- ISO 610 チェーンコンベヤー及び石炭用プラウの抗張力鋼チェーン(丸形リンク)
- ISO 611 路上走行車 - 自動車及びそのトレーラーのブレーキ - 用語
- ISO 612 路上走行車 - 自動車及び被けん引車の寸法 - 用語及び定義
- ISO 614 造船及び海洋構造物 - 長方形の窓及び側面小窓用高じん性安全ガラス窓枠 - パンチ法非破壊強度試験
- ISO 616 コークス - 落下強度指数の測定
- ISO 619 マンガン鉱 - クロム成分の定量方法 - ジフェニルカーバジド吸光光度法及び過硫酸塩銀滴定法
- ISO 621 マンガン鉱 - 金属鉄成分の定量方法:金属鉄成分2%未満 - スルホサリチル酸吸光光度法
- ISO 622 固形鉱物燃料 - リン成分の定量方法 - 還元モリブドリン酸による吸光光度法
- ISO 625 固形鉱物燃料 - 炭素及び水素の定量方法 - リービッヒ法
- ISO 629 鋼及び鋳鉄 - マンガン成分の定量方法 - 分光光度法
- ISO 630 構造用鋼 - プレート、ワイドフラット、棒材、形材及び異形材
- ISO 631 モザイク寄木パネル - 一般的性質
- ISO 633 コルク - 用語
- ISO 636 溶接材料 - 非合金又は細粒鋼のティグ溶接用ロッド、ワイヤ及びデポジット - 分類
- ISO 638 紙、板紙及びパルプ - 絶乾率の試験方法 - 乾燥器による方法
- ISO 639 言語名の表示コード
- ISO 641 実験用ガラス器具 - 交換可能な球面すり合わせ
- ISO 642 鋼 - 一端焼入による焼入性試験(ジョミニー試験)
- ISO 643 鋼 - 見掛結晶粒度のマイクロ写真測定
- ISO/R 644 船舶内に通気系統を据え付けるための計画図に用いる標準記号
- ISO/IEC 646 情報技術 - 情報交換のためのISO 7ビット符号化文字集合
- ISO 647 褐炭及び亜炭 - 低温蒸留によるタール、水分、ガス及びコークス残留物収率の測定
- ISO 648 実験用ガラス器具 - ワンマークピペット
- ISO 649 実験用ガラス器具 - 汎用密度浮きばかり
- ISO 650 汎用の相対密度60/60ﾟF浮きばかり
- ISO 651 固体棒状熱量温度計
- ISO 652 二重管熱量温度計
- ISO 653 精密固体長棒状熱量温度計
- ISO 654 精密固体短棒状熱量温度計
- ISO 655 精密二重長管熱量温度計
- ISO 656 精密二重短管熱量温度計
- ISO 657 熱間圧延形鋼
- ISO 658 脂肪種子 - 不純物含有量の測定
- ISO 659 脂肪種子 - オイル成分の測定(参照方法)
- ISO 660 動物性及び植物性脂肪並びに油脂 - 酸価及び酸性度の測定
- ISO 661 動植物性脂肪及び油 - 試験サンプルの調製
- ISO 662 動物性及び植物性脂肪並びに油脂 - 含有水分及び揮発性物質成分の定量
- ISO 663 動物性及び植物性脂肪並びに油脂 - 不溶性不純物成分の測定
- ISO 664 脂肪種子 - 試験室サンプルの試験サンプルへの縮小
- ISO 665 脂肪種子 - 含有水分及び揮発性物質成分の定量
- ISO 666 工作機械 - 平形といしのハブフランジによる取付け
- ISO 668 シリーズ1貨物コンテナ - 分類法、寸法及び定格
- ISO 669 抵抗溶接 - 抵抗溶接器具 - 機械的及び電気的要求事項
- ISO 671 鋼及び鋳鉄 - 硫黄成分の定量方法 - 燃焼滴定法
- ISO 672 石鹸 - 含有水分及び揮発性物質成分の定量方法 - オーブン法
- ISO 673 石鹸 - エタノールに溶けない物質の定量
- ISO 675 繊維 - 織物 - 沸点近くでクリーニング店で洗濯したときの寸法の変化の測定
- ISO 676 香辛料及び調味料 - 植物名
- ISO 677 一般工業及び重工業用すぐばかさ歯車 - 基準ラック
- ISO 678 一般工業及び重工業用すぐばかさ歯車 - モジュール及びダイヤメトラルピッチ
- ISO 679 セメント - 試験方法 - 強さ試験
- ISO 683 熱処理用鋼、合金鋼及び快削鋼
- ISO 684 石鹸の分析 - 遊離アルカリ総量の定量
- ISO 685 石鹸の分析 - アルカリ成分総量及び脂肪分総計の定量
- ISO 687 固形鉱物燃料 - コークス - 一般分析試験サンプル中の含有水分の定量
- ISO 690 情報及びドキュメンテーション - 参考文献及び情報源の引用の手引
- ISO 691 ねじ及びナットの取付工具 - スパナ及びソケット開口部 - 一般用途の公差
- ISO 692 パルプ - アルカリ溶解度試験方法
- ISO 693 シーム溶接ホイールブランクの寸法
- ISO 695 ガラス - 沸騰混合アルカリ水溶液の作用に対する耐性 - 試験及び分類方法
- ISO 696 界面活性剤及び洗剤 - 起泡力の測定 - 改良ロス・マイルズ法
- ISO 697 界面活性剤及び洗剤 - 見掛け密度の測定 - 一定の容積の質量測定による測定法
- ISO 699 パルプ - 対アルカリ性試験方法
- ISO 701 歯車記号 - 幾何学的データの記号
- ISO 702 工作機械 - 旋盤主軸端及び工作物保持チャックの接続寸法
- ISO 703 コンベヤーベルト - 横たわみ性(トラフ性) - 試験方法
- ISO 704 用語作業 - 原則及び方法
- ISO 705 ゴムラテックス - 5-40℃密度の求め方
- ISO 706 ゴムラテックス - 凝固分の求め方(ふるい残分)
- ISO 707 牛乳及び乳製品 - サンプリングの手引
- ISO 709 精油 - エステル値の測定
- ISO 710 精密地図、見取り図及び地質断面図に使用する図記号
- ISO 711 穀物及び穀物製品 - 含有水分の定量(基本参照方法)
- ISO 712 穀物及び穀物製品 - 水分の定量方法 - 定期参照方法
- ISO 714 亜鉛地金の分析方法 - 鉄の吸光光度法
- ISO 717 音響 - 建物及び建物要素の遮音の評価
- ISO 718 実験用ガラス器具 - 温度衝撃及び耐温度衝撃性 - 試験方法
- ISO 719 ガラス - 98℃でのガラス粒の耐加水分解性 - 試験及び分類方法
- ISO 720 ガラス - 121℃でのガラス粒の耐加水分解性 - 試験及び分類方法
- ISO 721 削岩器具 - インテグラルステム
- ISO 722 削岩器具 - 棒状の中空ドリル鋼 - 六角形及び丸形
- ISO 723 削岩器具 - 中空六角ドリル鋼用鍛造つば付きシャンク及び対応チャックブッシング
- ISO 724 ISO一般用メートルねじ山 - 基準寸法
- ISO 725 ISOインチ系ねじ - 基本寸法
- ISO 727 圧力の加わる管用プレーンソケットを持つ硬質ポリ塩化ビニール(PVC - U)、塩素化ポリ塩化ビニール(PVC - C)又はアクリロニトリル/ブタジエン/スチレン(ABS)製結合具
- ISO 728 コークス(呼びトップサイズ20mm超) - ふるいかけによるサイズ分析
- ISO 729 精油 - 油の酸性度の定量
- ISO 730 農業用車輪付きトラクタ - リア搭載三点リンケージ - カテゴリ1N、1、2N、2、3N、3、4N及び4
- ISO 732 写真 - 120サイズ及び220サイズの写真フィルム - 寸法
- ISO 734 脂肪種子粗挽き子 - 油分の定量方法
- ISO 735 精油残留分 - 塩酸に溶けない灰の定量
- ISO 737 針葉樹材木 - サイズ - 測定法
- ISO 738 針葉樹材木 - サイズ - 許容偏差及び収縮
- ISO 739 工業用炭酸ナトリウム - 試験サンプルの調整及び保管
- ISO 740 工業用炭酸ナトリウム - 溶性アルカリ度の測定 - 滴定法
- ISO 746 工業用炭酸ナトリウム - 50℃の水の不溶物の定量
- ISO 748 比重測定法 - 流向流速計又は浮きを用いる開水路の液体流量の測定
- ISO 749 精油残留物 - 灰総量の測定
- ISO 750 果物及び野菜製品 - 滴定酸度の測定
- ISO 751 果物及び野菜製品 - 水の不溶固形物の測定
- ISO 752 亜鉛地金
- ISO 756 工業用2プロパノール - 試験方法
- ISO 758 工業用液体化学薬品製品 - 20℃での密度の測定
- ISO 759 工業用揮発性有機液体 - 水槽で蒸発後の乾燥残留物の測定 - 一般的方法
- ISO 760 水分の定量 - カール・フィッシャー法(一般的方法)
- ISO 762 果物及び野菜製品 - 不純鉱物成分の定量
- ISO 763 果物及び野菜製品 - 塩酸に溶けない灰の定量
- ISO 764 時計製造法 - 耐磁性時計
- ISO 765 一般名を必要としない殺虫剤
- ISO 770 ユーカリ原油又は精製油(ユーカリノキ)
- ISO 771 精油残留物 - 含有水分及び揮発性物質の定量
- ISO 772 液体比重計定量 - 用語及び記号
- ISO 776 パルプ - 酸不溶性灰分試験方法
- ISO 777 紙、板紙及びパルプ - 酸溶性カルシウムの定量方法
- ISO 778 紙、板紙及びパルプ - 酸溶性銅の定量方法
- ISO 779 紙、板紙及びパルプ - 酸溶性鉄の定量方法
- ISO 780 包装 - 一般貨物の荷扱い指示マーク
- ISO/R 784 船舶内に衛生系統を据え付けるための計画図に用いる標準記号
- ISO 787 顔料及び体質顔料の一般試験方法
- ISO 788 塗料用群青顔料
- ISO 789 農業用トラクタ - 試験手順
- ISO 791 マグネシウム合金中のアルミニウムの定量方法 - 8-キノリノールによる重量法
- ISO 792 マグネシウム及びマグネシウム合金中の鉄の定量方法 - 1,10-フェナントロリンによる吸光光度法
- ISO 793 アルミニウム及びアルミニウム合金中の鉄の定量方法 - 1,10-フェナントロリンによる吸光光度法
- ISO 794 マグネシウム及びマグネシウム合金中の銅の定量方法 - オキザリルジヒドラジドによる吸光光度法(銅含有率0.002-0.8%に適用)
- ISO 795 アルミニウム及びアルミニウム合金中の銅の定量方法 - オキザリルジヒドラジドによる吸光光度法(銅含有率0.002-0.8%に適用)
- ISO 796 アルミニウム合金中の銅の定量方法 - 電解重量法
- ISO 797 アルミニウム及びアルミニウム合金中のけい素の定量方法 - 二酸化けい素重量法
- ISO 799 船舶及び海洋技術 - パイロットラダー
- ISO 801 パルプ - 荷口取引用質量測定方法
- ISO 802 アルミニウム製造用酸化アルミニウム - 試験サンプルの作成及び保管
- ISO 804 アルミニウム製造用酸化アルミニウム - 分析液の作成 - アルカリ融解法
- ISO 805 アルミニウム製造用酸化アルミニウム - 鉄分の定量方法 - 1.10フェナントロリンによる吸光光度法
- ISO 806 アルミニウム製造用酸化アルミニウム - 1000℃及び1200℃での減量の測定
- ISO 808 アルミニウム及びアルミニウム合金中のけい素の定量方法 - モリブドけい酸青吸光光度法
- ISO 809 マグネシウム及びマグネシウム合金中のマンガンの定量方法 - 過よう素酸酸化吸光光度法(マンガン含有率0.01-0.8%に適用)
- ISO 810 マグネシウム及びマグネシウム合金中のマンガンの定量方法 - 過よう素酸塩による吸光光度法(マンガン含有率0.01%以下に適用)
- ISO 811 繊維織物 - 耐透水性の測定 - 静水圧試験
- ISO 812 加硫又は熱可塑性ゴム - 低温ぜい化の求め方
- ISO 813 加硫ゴム、熱可塑性ゴム - 接着の求め方 - 90度曲げ法
- ISO 814 加硫、熱可塑性ゴム - 金属との接着の求め方 - ツープレート法
- ISO 815 加硫ゴム、熱可塑性ゴム - 圧縮永久ひずみの求め方
- ISO 817 冷媒 - 表示システム
- ISO 830 貨物コンテナ - 用語
- ISO 832 情報及びドキュメンテーション - 文献目録の記述及び参考文献 - 文献目録用語の略記法
- ISO 834 耐火試験 - 建築構造の要素
- ISO 835 実験用ガラス器具 - 目盛り付きピペット
- ISO 836 耐火物用語
- ISO 838 紙 - 一般ファイル用穴 - 仕様
- ISO 839 テーパーが7/24のフライス盤アーバー
- ISO 841 産業オートメーションシステム - 機械及び装置の制御 - 座標軸及び運動の記号
- ISO 843 情報及びドキュメンテーション - ギリシャ文字のラテン文字への翻字
- ISO 844 硬質発泡プラスチック - 圧縮特性の測定
- ISO 845 発泡プラスチック及びゴム - 見掛け(かさ)密度の測定
- ISO 846 プラスチック - 微生物の働きの評価
- ISO 855 絞り出しによるレモン油[Citrus limon (L.) Burm. f.]
- ISO 856 ペパーミント油(Mentha x piperita L.)
- ISO 857 溶接及び関連工程 - 用語
- ISO 858 漁網 - 番手式網糸の表示法
- ISO 860 用語作業 - 概念及び用語の調和
- ISO 862 界面活性剤 - 用語
- ISO 863 セメント - 試験方法 - ポゾランセメントのポゾラン性試験
- ISO 865 突起溶接機用婦ラテンのスロット
- ISO 866 保護用面取りのないセンター穴用センタードリル - タイプA
- ISO 868 プラスチック及びエボナイト - デュロメータによる押込み硬さの測定(ショア硬さ)
- ISO 871 プラスチック - 熱風炉を使用した点火温度の測定
- ISO 873 桃 - 冷凍保管の手引
- ISO 874 生果及び野菜 - エタノールとの混和性の評価
- ISO 875 精油 - エタノールとの混和性の評価
- ISO 877 プラスチック - 太陽放射への暴露方法
- ISO 882 カルダモン(エレッタリア・カルダモムム(リンネ)マトンバル・ミヌスクラ・ブルキル) - 仕様
- ISO 883 固定穴がなく丸コーナーのある超硬(カーバイト)スローアウェイチップ - 寸法
- ISO 885 メートル系一般用ボルト及びねじの首下丸み半径
- ISO 886 アルミニウム及びアルミニウム合金中のマンガンの定量方法 - (過マンガン酸)吸光光度法(マンガン含有率0.005-1.5%に適用)
- ISO 887 メートル系ボルト、ねじ及びナット用平座金 - 全体系
- ISO 888 ボルト、ねじ及び植込みボルトの呼び長さ及び一般用ボルトの有効ねじ部長さ
- ISO 893 表面活性剤 - スルホン酸アルカン - 分析法
- ISO 894 表面活性剤 - 第一硫酸アルキルナトリウム - 分析法
- ISO 895 表面活性剤 - 第二硫酸アルキルナトリウム - 分析法
- ISO/TR 896 界面活性剤 - 科学的分類
- ISO 897 写真 - ロールフィルム、126、110及び135サイズフィルム - 乳剤面の識別
- ISO 898 炭素鋼及び合金鋼製締結用部品の機械的性質
- ISO 899 プラスチック - クリープ挙動の測定
- ISO 900 アルミニウム製造用酸化アルミニウム - チタン成分の定量方法 - ジアンチピリメタンによる吸光光度法
- ISO 901 アルミニウム製造用酸化アルミニウム - 絶対密度の測定 - ピクノメータ法
- ISO 902 アルミニウム製造用酸化アルミニウム - 安息角の測定
- ISO 903 アルミニウム製造用酸化アルミニウム - 固まる前の密度の測定
- ISO 904 工業用塩酸 - 酸性度の測定 - 滴定法
- ISO 910 工業用硫酸及びオレウム - 酸性度の測定及びオレウムの遊離三酸化硫黄成分の計算方法 - 滴定法
- ISO/R 916 冷却系統の試験
- ISO 917 冷却用コンプレッサの試験
- ISO 918 工業用揮発性有機液 - 蒸留特性の決定
- ISO 920 ウール - コームソータを用いた繊維の長さの測定(バルブ及びオタール)
- ISO 921 原子力用語
- ISO 923 選炭装置 - 性能の評価
- ISO 924 選炭プラント - フローシートの原則及び規約
- ISO 925 固形鉱物燃料 - 炭酸塩炭素成分の定量方法 - 重量法
- ISO 927 香辛料及び調味料 - 異物成分及び異物の測定
- ISO 928 香辛料及び調味料 - 総灰分の定量
- ISO 930 香辛料及び調味料 - 酸に溶けない灰分の定量
- ISO 931 青バナナ - 保管及び輸送の手引
- ISO 934 動物性及び植物性脂肪並びに油脂 - 水分の測定方法 - 飛沫同伴法
- ISO 935 動物性及び植物性脂肪並びに油脂 - 力価の測定
- ISO 936 肉及び肉製品 - 総灰分の定量
- ISO 937 肉及び肉製品 - 窒素成分の定量(参照方法)
- ISO 938 ハンドソフトトラック - 主要寸法
- ISO 939 香辛料及び調味料 - 含有水分の定量方法 - 飛沫同伴法
- ISO 941 香辛料及び調味料 - 水溶性抽出物の定量
- ISO 945 鋳鉄の微構造
- ISO 946 ねずみ鋳鉄 - ビーム平滑衝撃試験
- ISO 948 香辛料及び調味料 - サンプリング
- ISO 949 カリフラワー - 冷凍保管及び冷凍輸送の手引
- ISO 959 コショウ(Piper nigrum L)、粒又は粉 - 仕様
- ISO 962 情報処理 - 9トラックの12.7mm(0.5インチ)磁気テープの7ビット符号文字及びその7ビット及び8ビットの延長部の実現
- ISO 965 ISO一般用メートルねじ - 公差
- ISO 972 チリ及びトウガラシ、粒又は粉(粉末) - 仕様
- ISO 973 ピメント(オールスパイス)Pimento (allspice) [Pimenta dioica (L.) Merr.]、粒又は粉 - 仕様
- ISO 974 プラスチック - 衝撃による脆化温度の測定
- ISO 975 褐炭及び亜炭 - ベンジンに溶ける抽出物収率の定量 - 半自動式方法
- ISO 976 ゴム及びプラスチックス - 重合分散体及びゴムラテックス - pHの求め方
- ISO 979 工業用水酸化ナトリウム - 検定法
- ISO 981 工業用水酸化ナトリウム - 塩化物成分の定量方法 - 水銀重量法
- ISO 999 情報及びドキュメンテーション - 索引の内容、構成及び表示の指針